# Conophyma shamonini
Conophyma shamonini är en insektsart som beskrevs av Oleg V. Shumakov 1963. Conophyma shamonini ingår i släktet Conophyma och familjen Dericorythidae. Inga underarter finns listade i Catalogue of Life.